# V659 Возничего
V659 Возничего (лат. V659 Aurigae) — двойная затменная переменная звезда типа W Большой Медведицы (EW) в созвездии Возничего на расстоянии (вычисленном из значения параллакса) приблизительно 14982 световых лет (около 4593 парсеков) от Солнца. Видимая звёздная величина звезды — от +15,72m до +15,58m. Орбитальный период — около 0,6629 суток (15,909 часов).

## Характеристики
Первый компонент — жёлто-оранжевая звезда спектрального класса K-G. Эффективная температура — около 4903 K.
Второй компонент — жёлто-оранжевая звезда спектрального класса K-G.